# Obert Internacional d'Escacs Actius Memorial Josep Lorente
L'Obert Internacional d'Escacs Actius Memorial Josep Lorente és un torneig d'escacs que es juga a Sant Boi de Llobregat des de l'any 2010 en honor del que fou el seu president Josep Lorente i Miralles. El torneig pel Sistema suís a nou rondes a ritme de 15 minuts per partida més 5 segons per jugada, és organitzat pel Club d'Escacs Sant Boi i és computable pel Circuit Català d'Oberts Internacionals d'Escacs. La inauguració del torneig comptà amb la presència del president del Futbol Club Barcelona Joan Laporta, del president del Club Escacs Sant Boi i director del torneig Josep Chalmeta, i del secretari tècnic d'Hoquei patins Quim Paüls.

## Quadre d'honor
Quadre de totes les edicions amb els tres primers de la classificació general:
| Any  | Data       | Edició    | Campió                      | Subcampió               | Tercer                 |
| ---- | ---------- | --------- | --------------------------- | ----------------------- | ---------------------- |
| 2010 | 2 de maig  | I Obert   | Alejandro Ríos Parra        | Slobodan Kovačević      | Ulf Andersson          |
| 2011 | 1 de maig  | II Obert  | Karen Movsziszian           | José González García    | Víktor Moskalenko      |
| 2012 | 17 de juny | III Obert | Orelvis Pérez Mitjans       | Marcelo Panelo Muñoz    | Jorge Cori Tello       |
| 2013 | 16 de juny | IV Obert  | Orelvis Pérez Mitjans       | Ana Matnadze            | Leonardo Valdés Romero |
| 2014 | 15 de juny | V Obert   | Cristhian Cruz Sánchez      | Jaime Alexander Cuartas | Ana Matnadze           |
| 2015 | 21 de juny | VI Obert  | Jorge A. González Rodríguez | Alfonso Jérez Pérez     | Daniel Alsina Leal     |
| 2016 | 19 de juny | VII Obert | Miguel Muñoz Pantoja        | Fernando Peralta        | Jonathan Cruz          |